# NK Radomlje
NK Radomlje ist ein slowenischer Fußballverein aus der Ortschaft Radomlje, Gemeinde Domžale.

## Geschichte
NK Radomlje gründete sich 1972 und war zunächst nur im unterklassigen Ligabereich aktiv. Nach der Unabhängigkeit Sloweniens wurde der Klub 1991 der dritthöchsten Spielklasse zugeordnet, aus der der Verein 1992 aufstieg. Nach dem direkten Wiederabstieg wurde der Klub 1995 sogar in die Viertklassigkeit durchgereicht. 2003 kehrte die Mannschaft in die dritte Liga zurück, wo sie sich schnell im vorderen Bereich etablierte. 2011 stieg sie mit elf Punkten Vorsprung auf Vizemeister NK Dekani erneut in die zweite Liga auf. Nach zwei fünften Plätzen erreichte der Klub 2014 als Tabellenzweiter die Relegationsspiele gegen NK Krka, die jedoch nach dem Rückzug von Zweitligameister NK Dob hinfällig wurden.
Als Neuling in der Slovenska Nogometna Liga war NK Radomlje in der Spielzeit 2014/15 chancenlos, mit lediglich vier Saisonsiegen in 36 Spielen hatte die Mannschaft am Saisonende als Tabellenletzter 21 Punkte Rückstand auf den Vorletzten ND Gorica. In der folgenden Spielzeit dominierte sie jedoch die zweite Liga und kehrte als Zweitligameister mit fünf Punkten Abstand zum Tabellenzweiten NK Aluminij direkt wieder in die Erstklassigkeit zurück. Wiederum blieb der Erfolg aus, ab dem ersten Spieltag der Spielzeit 2016/17 stand die Mannschaft am Tabellenende.